# Никольское (Панинский район)
Никольское — село в Панинском районе Воронежской области России.
Входит в состав Прогрессовского сельского поселения.

## География
Село расположено в центральной части поселения возле Большого Михайловского Лога, по дну которого протекает безымянный ручей, являющийся притоком реки Битюг.

### Улицы
- ул. Колхозная
- ул. Луговая

## История
Основано в конце XVIII — начале XIX веков как хутор, которым владела Мария Андреевна Смирная (ум. 1860), дочь генерала от кавалерии Андрея Семёновича Кологривова и жена воронежского вице-губернатора Николая Фёдоровича Смирного.
В 1900 году в селе проживали 776 жителей, было 130 дворов, общественное здание, две лавки, действовал кирпичный завод. В советский период село входило в состав свеклосовхоза «Прогресс».

## Население
| 1859 | 1897 | 2000 | 2005 | 2010 |
| ---- | ---- | ---- | ---- | ---- |
| 582  | ↗787 | ↘129 | ↘112 | ↗125 |

В 2007 году в селе проживал 101 человек.